# Bryce Larkin
Pour les articles homonymes, voir Larkin.
Bryce Larkin est un personnage de la série télévisée américaine Chuck. Il est interprété par Matthew Bomer.

## Biographie
Bryce Larkin est l'ancien ami et colocataire de chambre de l'université de Chuck Bartowski. Il a été autrefois l'associé de Sarah Walker avec qui, il eut une relation amoureuse. C'est Bryce qui a envoyé l’Intersecret à Chuck, déclenchant ainsi les événements de la série.
La plupart de ce qu'a été révélé de la formation de Bryce l'a été par le biais de dialogues, avec quelques détails fournis dans des retours en arrière. Bryce est originaire du Connecticut. Il a effectué ses études l'Université Stanford, où il a rencontré Chuck Bartowski lors de son premier jour de classe en 1999. L'épisode 7 de la première saison, montre que Chuck et Bryce sont rapidement devenus des amis grâce à leurs goûts en commun et leur intérêt mutuel pour les ordinateurs et les jeux vidéo. À Stanford, ils ont écrit leur propre version du jeu électronique classique Zork. Tous les deux parlent Klingon. Bryce a aussi été ami avec Jill Roberts.
Puis Bryce a été recruté pour la CIA par le professeur Flemming en 2002. L'année suivante, Bryce a appris que Flemming avait également l'intention de recruter Chuck pour le projet d'Omaha. Bryce ne souhaitant pas voir son meilleur ami être recruté, il a choisi de sacrifier son amitié avec Chuck pour le protéger du gouvernement. Il a alors mis en place une conspiration avec le professeur qui encadrait Chuck, et l'a fait passer pour un tricheur lors de ses résultats d'examens. Flemming expulsa Chuck ensuite, prétendant que Bryce les a avertis. C'est aussi ce même jour que Jill annonça à Chuck qu'elle l'avait quitté pour Bryce, sauf que son mensonge était basé par son recrutement d'un groupe dissident de C.I.A. appelé le Fulcrum.
C'est parce que Bryce a protégé Chuck du gouvernement que Stephen J. Bartowski, père de Chuck et créateur de l’Intersecret, lui a accordé sa confiance.De son côté, Bryce promit de ne jamais abandonner l’Intersecret dans de mauvaises mains. Ils ont alors arrangé le vol de celui-ci pour le cacher du Fulcrum. Mais malgré les souhaits de Stephen de préserver Chuck et de pas l'impliquer au sein de toute cette affaire d'espionnage, lors de la fuite de Bryce, après avoir récupéré l’Intersecret, Bryce envoie la base de données complètes par mail à Chuck, par le biais du jeu Zork, conçu avec Chuck, en demandant un code d'accès. Cependant, Bryce savait que Chuck saurait utiliser l’Intersecret et que Sarah le retrouverait pour le protéger. Il est ensuite rattrapé et tué (apparemment fatalement) par l'agent de la NSA, John Casey.
Plus tard, Bryce refait de nouveau surface pour obtenir l'aide de l'équipe dans le recouvrement d'une mise à jour de l’Intersecret qui a été volé par le Fulcrum. L'opération est presque ratée quand Sarah abandonne la mission pour protéger Chuck, qui avait été capturé. Bryce doit aussi utiliser ses sentiments pour faire dérailler la relation qui se développe entre Chuck et Sarah, en la relançant à reprendre leur relation d'autrefois.
Néanmoins, il se voit confronté à la réalité, le véritable amour que Sarah porte à Chuck. Devon vient également lui prouver que Sarah aime Chuck. Bryce essaye d'avertir Chuck en lui disant que la compassion de Sarah, met en danger non seulement la mission, mais aussi leurs vies. Avant sa disparition, Bryce laisse à Chuck une paire de lunettes de soleil contenant une mise à jour de l’Intersecret. C'est lors de cette mission que Bryce est mortellement blessé et demande à Chuck de détruire l’Intersecret, avant de mourir.

## Personnalité
Bryce Larkin est quelqu'un de confiant, sportif, courageux et un excellent espion, ce qui en fait un personnage diaméralement opposé à ce qu'est Chuck au début de la série.
Bryce est toujours amoureux de Sarah et a continué à poursuivre une relation avec elle tout au long de leurs missions. Il est blessé quand il se rend compte que Sarah a des sentiments pour Chuck. Bryce estime fortement son amitié pour Chuck, mais aussi l'innocence, l'honnêteté et l'intégrité de celui-ci et regrette d'avoir détruit leur amitié pour le protéger. Dans l'épisode 10 de la première saison, Bryce avoue à Chuck qu'il est le seul ami qu'il a vraiment. C'est une sorte d'envie de réparer leur amitié gâchée.
Bien que Devon ait parlé avec lui face à face, il n'a pas reconnu Bryce. Morgan l'a presque reconnu, mais l'a fait passer comme étant juste un sosie.

## Commentaires
- Tout au long de première saison, les évènements laissent penser à Chuck, à une probable trahison de Bryce dans sa vie. Ainsi qu'à Sarah, parce que Bryce ne l'avait pas informée de ses plans (secrets d'État), elle croit initialement qu'il l'a trahie ainsi que son pays.
- Puis c'est lors d'une mission de l'équipe (Retour aux sources) qui les oblige à se rendre à Stanford et force Chuck par la même occasion de se confronter à son expulsion. La vérité est alors révélée, Chuck et Sarah se rendent compte que Bryce l'a seulement trahi pour le protéger.
- Dans la deuxième saison, il apparaît que Bryce aurait la même capacité d'absorber des quantités de données d'informations visuelles dans une façon semblable à celle de Chuck et son père.
- Bien que Bryce apparaisse seulement de manière récurrente, son vol de l'Intersecret et en l'envoyant à Chuck lui donne une place importante dans la mythologie de Chuck, comme ses actions relancent l'intrigue.

## Sources
- (en) Cet article est partiellement ou en totalité issu de l’article de Wikipédia en anglais intitulé « Bryce Larkin » (voir la liste des auteurs).